# Ben Vereen
Ben Vereen, nato Benjamin Augustus Middleton (Laurinburg, 10 ottobre 1946), è un attore, ballerino e cantante statunitense.

## Biografia
Nato nella Carolina del Nord e cresciuto a Brooklyn, viene adottato dalla famiglia Vereen. Già da adolescente inizia a recitare e a ballare, studiando alla High School of Performing Arts con coreografi di fama come Jerome Robbins, Martha Graham e George Balanchine. Nel 1968 debutta a Broadway interpretando Claude in Hair. Nel 1969 fa il suo debutto cinematografico ballando in Sweet Charity, film di Bob Fosse. Lavora con Sammy Davis Jr. sempre come ballerino prendendo parte al tour internazionale di Golden Boy (1968). 
Nel 1972 vince il Theatre World Award e riceve la sua prima candidatura al Tony Award per Jesus Christ Superstar, che riceve l'anno seguente per Pippin (miglior attore in un musical). Dopo alcuni anni partecipa a numerosi trasmissioni e serie TV: è noto per aver preso parte alla miniserie Radici, che gli vale una nomination ai Emmy. Riceve anche due candidature ai Golden Globe: nel 1976  (miglior attore debuttante) e nel 1985 (miglior attore non protagonista in una serie). Nel 1980 recita in Premiata agenzia Whitney.

## Filmografia parziale

### Cinema
- Sweet Charity - Una ragazza che voleva essere amata (Sweet Charity), regia di Bob Fosse (1969)
- Funny Lady, regia di Herbert Ross (1975)
- All That Jazz - Lo spettacolo continua (All That Jazz), regia di Bob Fosse (1979)
- C'era una volta nella foresta (Once Upon a Forest), regia di Charles Grosvenor - voce
- Why Do Fools Fall in Love - Un ragazzo di talento (Why Do Fools Fall in Love), regia di Gregory Nava (1998)
- I'll Take You There, regia di Adrienne Shelly (1999)
- The Painting, regia di Peter Manoogian e Joshua D. Rose (2001)
- Idlewild, regia di Bryan Barber (2006)
- And then Came Love, regia di Richard Schenkman (2007)
- Tapioca, regia di Paddy Houlihan (2009)
- Khumba, regia di Anthony Silverston (2013) - voce
- Gli invisibili (Time Out of Mind), regia di Oren Moverman (2014)

### Televisione
- Radici (Roots) – miniserie TV (1977)
- Premiata agenzia Whitney (Tenspeed and Brown Shoe) – serie TV, 14 episodi (1980)
- Love Boat (The Love Boat) – serie TV, 3 episodi (1982-1984)
- The Jesse Owens Story, regia di Richard Irving – film TV (1984)
- A.D. - Anno Domini (A.D.), regia di Stuart Cooper – miniserie TV (1985)
- Ellis Island, regia di Jerry London – miniserie TV (1984)
- Webster – serie TV, 12 episodi (1984-1985)
- Zoobilee Zoo – serie TV, 62 episodi (1986)
- J.J. Starbuck – serie TV, 5 episodi (1987-1988)
- Mother Goose Rock 'n' Rhyme, regia di Jeff Stein – film TV (1990)
- Il bambino che amava il Natale (The Kid Who Loved Christmas) – film TV (1990)
- Intruders, regia di Dan Curtis – film TV (1992)
- Due poliziotti a Palm Beach (Silk Stalkings) – serie TV, 11 episodi (1991-1993)
- Star Trek: The Next Generation – serie TV, episodio 7x03 (1993)
- Willy, il principe di Bel-Air (The Fresh Prince of Bel-Air) – serie TV, episodio 4x24 (1994)
- Terra promessa (Promised Land) – serie TV, 3 episodi (1999)
- Feast of All Saints, regia di Peter Medak – film TV (2001)
- Amiche per caso (Accidental Friendship), regia di Don McBrearty – film TV (2008)
- How I Met Your Mother – serie TV, 4 episodi (2010-2014)
- NCIS - Unità anticrimine (NCIS) – serie TV, episodio 11x11 (2014)
- The Rocky Horror Picture Show: Let's Do the Time Warp Again, regia di Kenny Ortega – film TV (2016)
- Magnum P.I – serie TV, episodio 1x06 (2018)

## Doppiatori italiani
Nelle versioni in italiano delle opere in cui ha recitato, Ben Vereen è stato doppiato da:
- Bruno Alessandro in Magnum P.I., Sneaky Pete
- Stefano Satta Flores in Radici
- Gianfranco Gamba in Premiata agenzia Whitney
- Roberto Fidecaro in Oz
- Pietro Biondi in Grey's Anatomy
- Domenico Brioschi in Law & Order: Criminal Intent
- Mario Scarabelli in How I Met Your Mother
- Giorgio Lopez in Top Five
- Roberto Stocchi ne Gli invisibili
- Michele Gammino in NCIS - Unità anticrimine
- Pino Ammendola in Bull